# 托佩柳斯 (明尼蘇達州)
托佩柳斯（英語：Topelius）是位於美國明尼蘇達州奧特泰爾縣的一個鬼鎮。

## 歷史
托佩柳斯得名自芬蘭作家、記者、歷史學家萨克里斯·托佩柳斯（Zachris Topelius）。托佩柳斯的郵局於1901年5月10日設立，其後於1916年停運。

## 地理
托佩柳斯所處的海拔為高於海平面420米（即1378英呎），而該地所採用的時區為UTC-6，即北美中部時區（CST）。同時該地設有夏令時間，為UTC-6調快一小時，即UTC-5（CDT）。